# In the Flesh (турне, 1977)
Вижте пояснителната страница за други значения на In the Flesh.
In the Flesh (в превод: „Вътре в плътта“) или Animals е турне на английската рокгрупа Пинк Флойд за представяне на албума им Animals (Животни). То е разделено на два етапа, в Европа и в Северна Америка. Тогава за последен път Пинк Флойд прави голямо световно турне с Роджър Уотърс в състава си. Известни за турнето са надуваемите кукли, водопадът от пиратки, една от най-големите дотогава сцени и приличащите на чадъри навеси, които пазят групата от стихиите.

## Състав
- Дейвид Гилмор – китари, вокал
- Роджър Уотърс – бас китара, ритъм китара, вокал
- Ричард Райт – клавишни
- Ник Мейсън – барабани

Музиканти извън групата:
- Сноуи Уайт – китара, бас китара в песните „Sheep“, „Pigs (Three Different Ones)“ и „Welcome to the Machine“
- Дик Пери – саксофон, задни клавишни